# معركة شاتو ثيري (1918)
جرت معركة شاتو ثيري في 31 مايو 1918 وكانت واحدة من المعارك الأولى لقوات الحملة الأمريكية (أيه إي إف) تحت قيادة الجنرال جون جيه. بيرشنغ المعروف بلقب «بلاك جاك». كانت معركة ضمن الحرب العالمية الأولى باعتبارها جزءًا من معركة المارن الثانية، التي كان سببها في البداية هجوم الربيع الألماني. بدأت الهجمات الألمانية والمحلية في شاتو ثيري في 31 مايو واستمرت حتى 22 يوليو 1918، ضد (أيه إي إف)، وهي قوة حملة أمريكية، تتألف من قوات من جيش الولايات المتحدة ووحدات فيلق البحرية. كانت هذه الوحدات هي القوات الأولى على الجبهة في فرنسا، وكانت بالكاد قد خرجت من التدريب.
كان الرد القتالي المضاد للهجوم، الذي نفذته قوات الاستكشاف الأمريكية في شاتو ثيري، قصيرًا نسبيًا، وحدث في 18 يوليو 1918 واستمر لمدة تقل عن أسبوع، وكان جزءًا من جهود الحلفاء المبذولة لصد التقدم الألماني الأخير. اتحدت القوات الأمريكية مع حلفائها الفرنسيين في نهر مارن في 3 يونيو 1918، وأجبرت الألمان على العودة خلف النهر. مهد هذا الأمر الطريق لاندلاع معركة شاتو ثيري ومعركة بيلود وود. ومع ذلك، احتدمت المعارك اللاحقة لمدة ثلاثة أسابيع أخرى.

## خلفية تاريخية
على الرغم من الثورة في روسيا، بدا أن الحظ كان في صالح الحلفاء بوصول الأمريكيين إلى فرنسا. ومع ذلك، احتاجت هذه القوات إلى وقت لتتدرب قبل أن تكون فعالة في القتال. وحّد الجنرال لودندورف القوى البشرية المحرَرة من الجبهة الشرقية، مدركًا الفرصة المتاحة أمامه، لتنفيذ عملية مايكل في سبيل شق خطوط الحلفاء. أكسبت النجاحات التي حققتها تكتيكات التسلل التي نفذتها قوات الصدمة ألمانيا ما يقرب من 40 ميلًا من الأراضي. لكن الهجوم فقد الزخم عندما تجاوز خطوط إمداده.
في عام 1918، رفض الجنرال الأمريكي بيرشنغ تسليم الفرق الأمريكية الجديدة إلى الجيشين البريطاني أو الفرنسي، وأصر على إبقائها سويةً كجيش واحد. كان الاستثناء الوحيد هم جنود جيش الجاموس النظاميين الذين لم يشاركوا مع قوات الحملة الأمريكية (أيه إي إف) خلال الحرب العالمية الأولى لأنهم كانوا «سودًا» أو «ملونين» (أي أمريكيين من أصل أفريقي)، والذين كانوا تحت قيادة ضباط بيض بشكل رئيسي. غالبًا ما يُقدم الضباط الملونين ذوي الخبرة غير المفوضين إلى وحدات المتطوعين السود المنفصلة الأخرى للخدمة القتالية، مثل كتيبة المهندسين 317. كان جنود فرقتي المشاة 92 و93 أول الأميركيين الذين قاتلوا في فرنسا. قاتلت الأفواج الأربعة من الفرقة 93 تحت قيادة فرنسية فقط طوال فترة الحرب.
ولكن أمام مواجهة نجاح الانقضاض الألماني، بدد بيرشنغ جيشه وأرسل جزءًا منه لمساعدة الفرنسيين في عرقلة التقدم الألماني في مايو 1918.

## مقدمة
سعى لودندورف لإبعاد احتياطي الحلفاء من الفرنسيين عن المنطقة في محاولة لهزيمة البريطانيين المحتلين في فلاندرز. في عملية بلوشر، وجّه لودندورف بعض قواته في شيمن دي داميه وأخذ الجيش السادس الفرنسي على حين غرة. كان الألمان قريبين من نهر مارن، الذي يقع على بُعد أقل من 50 ميلًا من باريس. نظرًا لعدم تمكن المارشال فرديناند فوش من الحصول على مساعدة بريطانية، أدرك قائد عمليات الجنرال بيرشنغ، العقيد فوكس كونر، خطورة الموقف وأمر الفرقة الثالثة بعرقلة الهجوم.
احتلت الفرقة الثالثة الجسر الرئيسي على الضفة الجنوبية لنهر مارن، الذي يقود إلى شاتو ثيري في 31 مايو 1918، أثناء التقاء فرقة المستعمرات الفرنسية العاشرة معهم من الضفة الشمالية. ثبّت الأمريكيون مدافعهم الرشاشة لتغطية التراجع الفرنسي، وكان لديهم وحدة يقودها الملازم جون بيسيل شمال الجسر الثاني. قضى الفرنسيون الليلة وهم يزرعون المتفجرات في الجسور لتدميرها. تقدم الألمان إلى شاتو ثيري من الشمال في وقت مبكر من صباح اليوم التالي، في 1 يونيو، ما أجبر الفرنسيين على التراجع إلى الجسر الرئيسي، الذي دافعوا عنه بدعم من نيران المدافع الرشاشة الأمريكية. نجح الفرنسيون في تدمير الجسر بينما استمر الأمريكيون في إطلاق النار على الألمان. كانت مجموعة الملازم بيسيل لا تزال في الجانب الشمالي من نهر مارن. شقوا طريقهم للعودة إلى الجسر الثاني الذي يقع بين نيران المدافع الرشاشة الأمريكية واجتازوه مع مجموعة من الألمان الذين أُسروا بعد ذلك بفترة قصيرة. أشعل الألمان نيران المدفعية الثقيلة والقناصة ضد الحلفاء من شمال نهر مارن في 2 يونيو. حاولوا أخذ الجسر المتبقي، لكنهم أُجبروا على إنهاء الاعتداء، إذ ارتفعت الخسائر.

## الرد المضاد للهجوم
في صباح يوم 18 يوليو 1918، شنت القوات الفرنسية مجتمعةً (بعضها من القوات الاستعمارية) والقوات الأمريكية بين فونتنوي وشاتو ثيري هجومًا مضادًا عامًا تحت التوجيه العام لمارشال الحلفاء فرديناند فوش ضد المواقع الألمانية. كان هذا الهجوم على جبهة بعرض 40 كم (25 ميل) أول هجوم منذ أكثر من عام. لعب الجيش الأمريكي دورًا في القتال بالمناطق المحيطة بسواسون وشاتو ثيري، بالتعاون مع القوات الفرنسية في الغالب. تمكنت القوات المتحالفة من الحفاظ على سرية خططها، وأخذ هجومها في الساعة 04:45 الألمان على حين غرة عندما أمسك الجنود بزمام «الغلبة» دون قصف مدفعي تحضيري، ولكن بدلاً من ذلك تقدموا عن كثب بتكتيك الوابل الزاحف الذي بدأ بدقة متزامنة كبيرة. اختُرق الهجومان المتعارضان (خطّا الجبهة) نتيجة التسلل في النهاية، وتمكنت الوحدات الأمريكية الفردية من المبادرة ومواصلة القتال رغم كونها خلف خطوط العدو اسميًا.

## النصب التذكارية
بُني نصب تذكاري بعد الحرب العالمية الأولى في منطقة هيل 402، على بعد ميلين (3 كم) غرب مدينة شاتو ثيري التي سُمي بها. بُني نصب شاتو ثيري التذكاري، الذي صممه بول فيليب كريت في مدينة فيلادلفيا بولاية بنسلفانيا الأمريكية، بواسطة هيئة الآثار الحربية الأمريكية «لإحياء ذكرى تضحيات وإنجازات رجال الحرب الأميركيين والفرنسيين في المنطقة، وصداقة وتعاون القوات الفرنسية والأمريكية خلال الحرب العالمية الأولى».
يوجد أيضًا نصب تذكاري أمام محكمة مقاطعة برونكس في مدينة نيويورك قدمه الفيلق الأمريكي في 11 نوفمبر 1940. ويتكون النصب التذكاري من «حجر أساس عبارة قوس الجسر القديم في شاتو ثيري»، وكان مكتوب عليه: «دافعت عنه القوات الأمريكية بنجاح وقوة».
كان أول فلبيني يموت في الحرب العالمية الأولى هو الجندي توماس ماتيو كلاوديو الذي خدم مع الجيش الأمريكي بصفته جزءًا من قوات الحملة الأمريكية إلى أوروبا. توفي في معركة شاتو ثيري في فرنسا في 29 يونيو 1918. سُميت كلية توماس كلاوديو التذكارية في مورونغ ريزال، في الفلبين، التي تأسست عام 1950، على شرفه.